# Mosnes
Mosnes est une commune française du département d'Indre-et-Loire, dans la région Centre-Val de Loire.
C'est l'une des dix communes viticoles de l'aire d'appellation d'origine contrôlée (AOC) « Touraine-Amboise ».
Son territoire est traversé par la via Turonensis du pèlerinage de Saint-Jacques-de-Compostelle, qui passe par le hameau de La Barre.

## Géographie
| Cangey               | Veuzain-sur-Loire Loir-et-Cher La Loire | Rilly-sur-Loire Loir-et-Cher La Loire |
| Chargé               | Mosne                                   |                                       |
| Souvigny-de-Touraine |                                         | Vallières-les-Grandes                 |

### Hydrographie

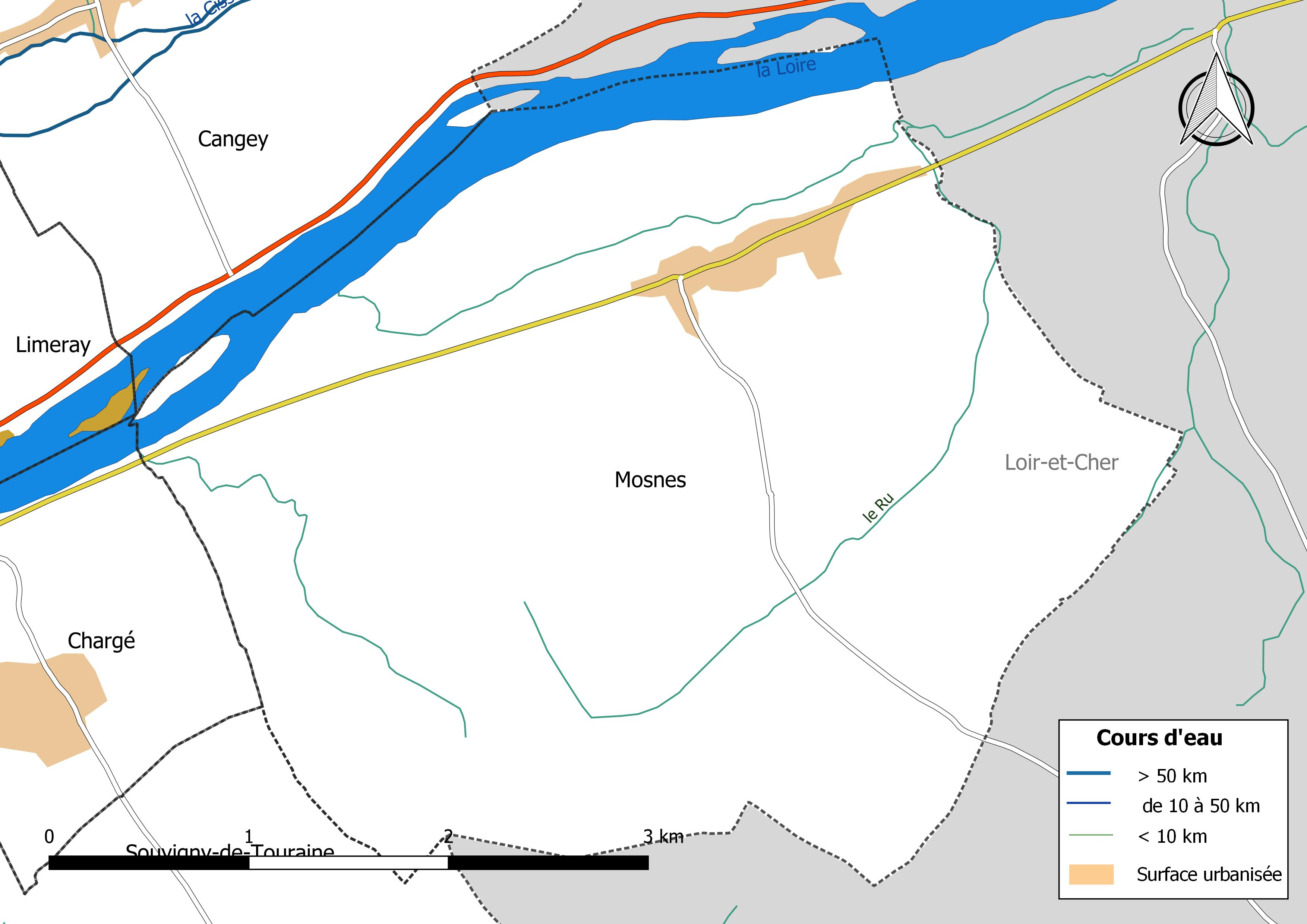
Réseau hydrographique de Mosnes.

La commune est bordée sur son flanc nord par la Loire (3,637 km) qui en constitue une limite communale. Le réseau hydrographique communal, d'une longueur totale de 14,98 km, comprend également quatre petits cours d'eau dont le Ru (8,225 km),.
Le cours de la Loire s’insère dans une large vallée qu’elle a façonnée peu à peu depuis des milliers d’années. Elle traverse d'est en ouest le département d'Indre-et-Loire depuis Mosnes jusqu'à Candes-Saint-Martin, avec un cours large et lent. La Loire présente des fluctuations saisonnières de débit assez marquées. Sur le plan de la prévision des crues, la commune est située dans le tronçon de la Loire orléanaise, qui court entre la sortie de Sully-sur-Loire (Loiret et la sortie de Nazelles-Négron, dont la station hydrométrique de référence la plus proche est située à Blois. Le débit mensuel moyen (calculé sur 156 ans pour cette station) varie de 118 m3/s au mois d'août  à 583 m3/s au mois de février. Le débit instantané maximal observé sur cette station est de 3 050 m3/s et s'est produit le 9 décembre 2003, la hauteur maximale relevée a été de 5,05 m le 11 janvier 1982,.
Sur le plan piscicole, la Loire est classée en deuxième catégorie piscicole. Le groupe biologique dominant est constitué essentiellement de poissons blancs (cyprinidés) et de carnassiers (brochet, sandre et perche).
Deux zones humides ont été répertoriées sur la commune par la direction départementale des territoires (DDT) et le conseil départemental d'Indre-et-Loire : « les étangs des Bergeries » et « la vallée de la Loire de Mosnes à Candes-Saint-Martin »,.

### Climat
Pour des articles plus généraux, voir Climat du Centre-Val de Loire et Climat d'Indre-et-Loire.
En 2010, le climat de la commune est de type climat océanique altéré, selon une étude du CNRS s'appuyant sur une série de données couvrant la période 1971-2000. En 2020, Météo-France publie une typologie des climats de la France métropolitaine dans laquelle la commune est toujours exposée à un climat océanique altéré et est dans la région climatique Moyenne vallée de la Loire, caractérisée par une bonne insolation (1 850 h/an) et un été peu pluvieux.
Pour la période 1971-2000, la température annuelle moyenne est de 11,7 °C, avec une amplitude thermique annuelle de 14,9 °C. Le cumul annuel moyen de précipitations est de 690 mm, avec 10,4 jours de précipitations en janvier et 7 jours en juillet. Pour la période 1991-2020, la température moyenne annuelle observée sur la station météorologique de Météo-France la plus proche, sur la commune de Limeray à 5 km à vol d'oiseau, est de 12,2 °C et le cumul annuel moyen de précipitations est de 670,2 mm,. Pour l'avenir, les paramètres climatiques de la commune estimés pour 2050 selon différents scénarios d'émission de gaz à effet de serre sont consultables sur un site dédié publié par Météo-France en novembre 2022.

## Urbanisme

### Typologie
Au 1er janvier 2024, Mosnes est catégorisée commune rurale à habitat dispersé, selon la nouvelle grille communale de densité à sept niveaux définie par l'Insee en 2022.
Elle est située hors unité urbaine et hors attraction des villes,.

### Occupation des sols
L'occupation des sols de la commune, telle qu'elle ressort de la base de données européenne d’occupation biophysique des sols Corine Land Cover (CLC), est marquée par l'importance des territoires agricoles (74,8 % en 2018), une proportion sensiblement équivalente à celle de 1990 (74,3 %). La répartition détaillée en 2018 est la suivante : 
terres arables (37,9 %), cultures permanentes (26,5 %), forêts (19,3 %), zones agricoles hétérogènes (10,5 %), eaux continentales (3,8 %), zones urbanisées (2,1 %). L'évolution de l’occupation des sols de la commune et de ses infrastructures peut être observée sur les différentes représentations cartographiques du territoire : la carte de Cassini (XVIIIe siècle), la carte d'état-major (1820-1866) et les cartes ou photos aériennes de l'IGN pour la période actuelle (1950 à aujourd'hui).

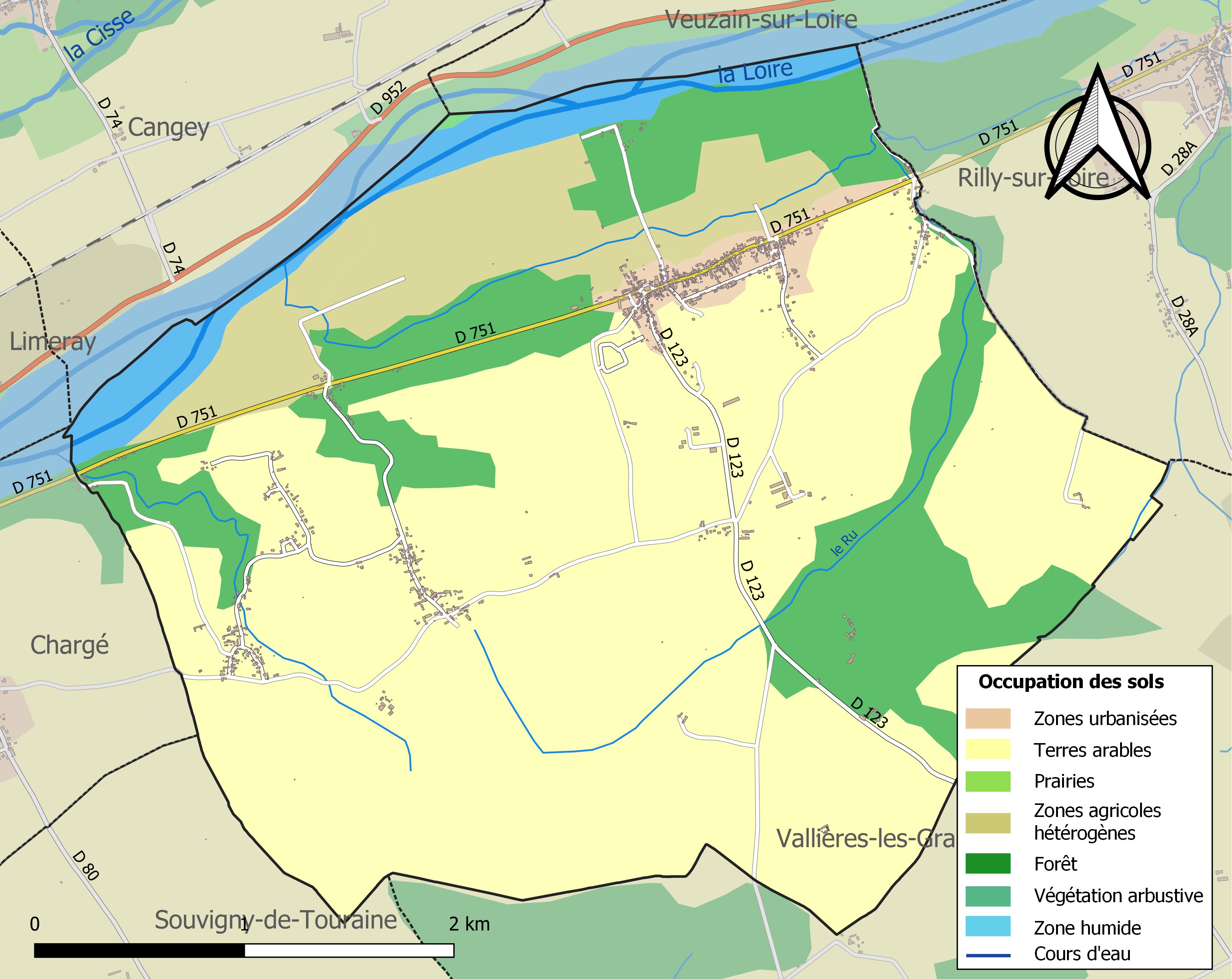
Carte des infrastructures et de l'occupation des sols de la commune en 2018 (CLC).

### Risques majeurs
Le territoire de la commune de Mosnes est vulnérable à différents aléas naturels : météorologiques (tempête, orage, neige, grand froid, canicule ou sécheresse), inondations, feux de forêts, mouvements de terrains et séisme (sismicité très faible). Un site publié par le BRGM permet d'évaluer simplement et rapidement les risques d'un bien localisé soit par son adresse soit par le numéro de sa parcelle.
Certaines parties du territoire communal sont susceptibles d’être affectées par le risque d’inondation par débordement de cours d'eau, notamment la Loire. La commune a été reconnue en état de catastrophe naturelle au titre des dommages causés par les inondations et coulées de boue survenues en 1999,.
Pour anticiper une remontée des risques de feux de forêt et de végétation vers le nord de la France en lien avec le dérèglement climatique, les services de l’État en région Centre-Val de Loire (DREAL, DRAAF, DDT) avec les SDIS ont réalisé en 2021 un atlas régional du risque de feux de forêt, permettant d’améliorer la connaissance sur les massifs les plus exposés. La commune, étant pour partie dans le massif d'Amboise, est classée au niveau de risque 3, sur une échelle qui en comporte quatre (1 étant le niveau maximal).

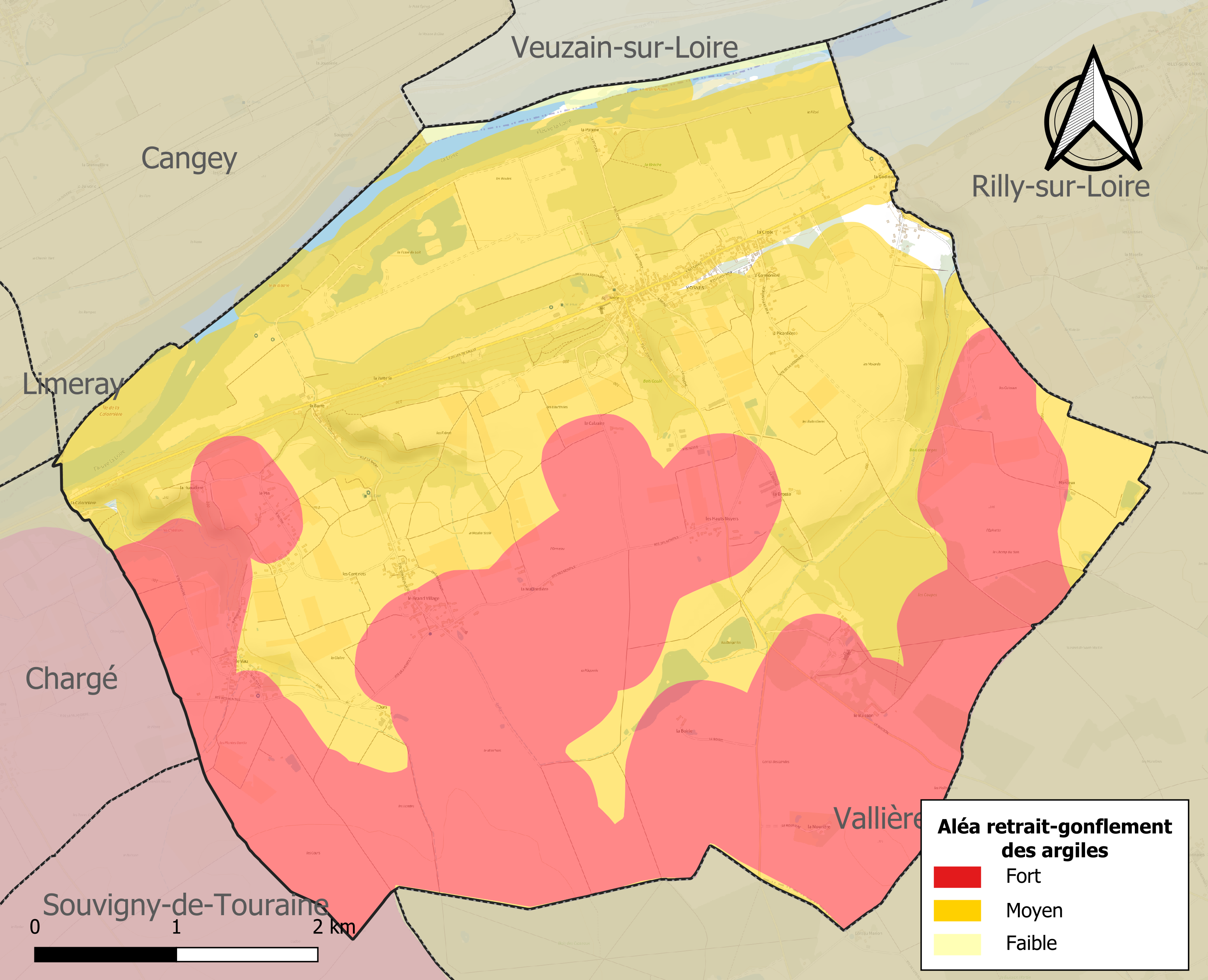
Carte des zones d'aléa retrait-gonflement des sols argileux de Mosnes.

La commune est vulnérable au risque de mouvements de terrains constitué principalement du retrait-gonflement des sols argileux. Cet aléa est susceptible d'engendrer des dommages importants aux bâtiments en cas d’alternance de périodes de sécheresse et de pluie. 98,2 % de la superficie communale est en aléa moyen ou fort (90,2 % au niveau départemental et 48,5 % au niveau national). Sur les 468 bâtiments dénombrés sur la commune en 2019, 444 sont en aléa moyen ou fort, soit 95 %, à comparer aux 91 % au niveau départemental et 54 % au niveau national. Une cartographie de l'exposition du territoire national au retrait gonflement des sols argileux est disponible sur le site du BRGM,.
Concernant les mouvements de terrains, la commune a été reconnue en état de catastrophe naturelle au titre des dommages causés par la sécheresse en 1990, 1997 et 2011 et par des mouvements de terrain en 1999.

## Toponymie
Bas latin Medona. Matona, nom de personne d’origine gauloise. Le s final est a-étymologique.
Mediconnum, vers 590 (Grégoire de Tours, Histoire des Francs, Liv. X, ch. 31) ; Medonna, 23 avril 862 (Actes de Charles II le Chauve, t. 2, n° 37) ; Medonna, 896 (Actes d’Eudes, roi de France, n° 175) ; Villa Medona, 903 (Recueil des Historiens des Gaules, t. VIII, Diplôme de Charles le Simple) ; Medonia, 909 (Recueil des Historiens des Gaules, t. VIII, Diplôme de Charles le Simple) ; Modenia, 987 (Diplôme de Hugues Capet, Recueil des Historiens des Gaules, t. VIII) ; Medonia, Medoniacum, XIe s. ; Moona, 1201 (Charte de Sulpice d’Amboise) ; Maonna, 1341 ; Moone, mars 1401 (Archives Nationales-JJ 155, n° 439, fol. 268 v°) ; Moone, mai 1405 (Archives Nationales-JJ 159, n° 304, fol. 179 v°) ; Maonna, 1407 ; La paroisse de Moone, janvier 1472 (Archives Nationales-JJ 197, n° 123, fol. 72 v°).

## Politique et administration

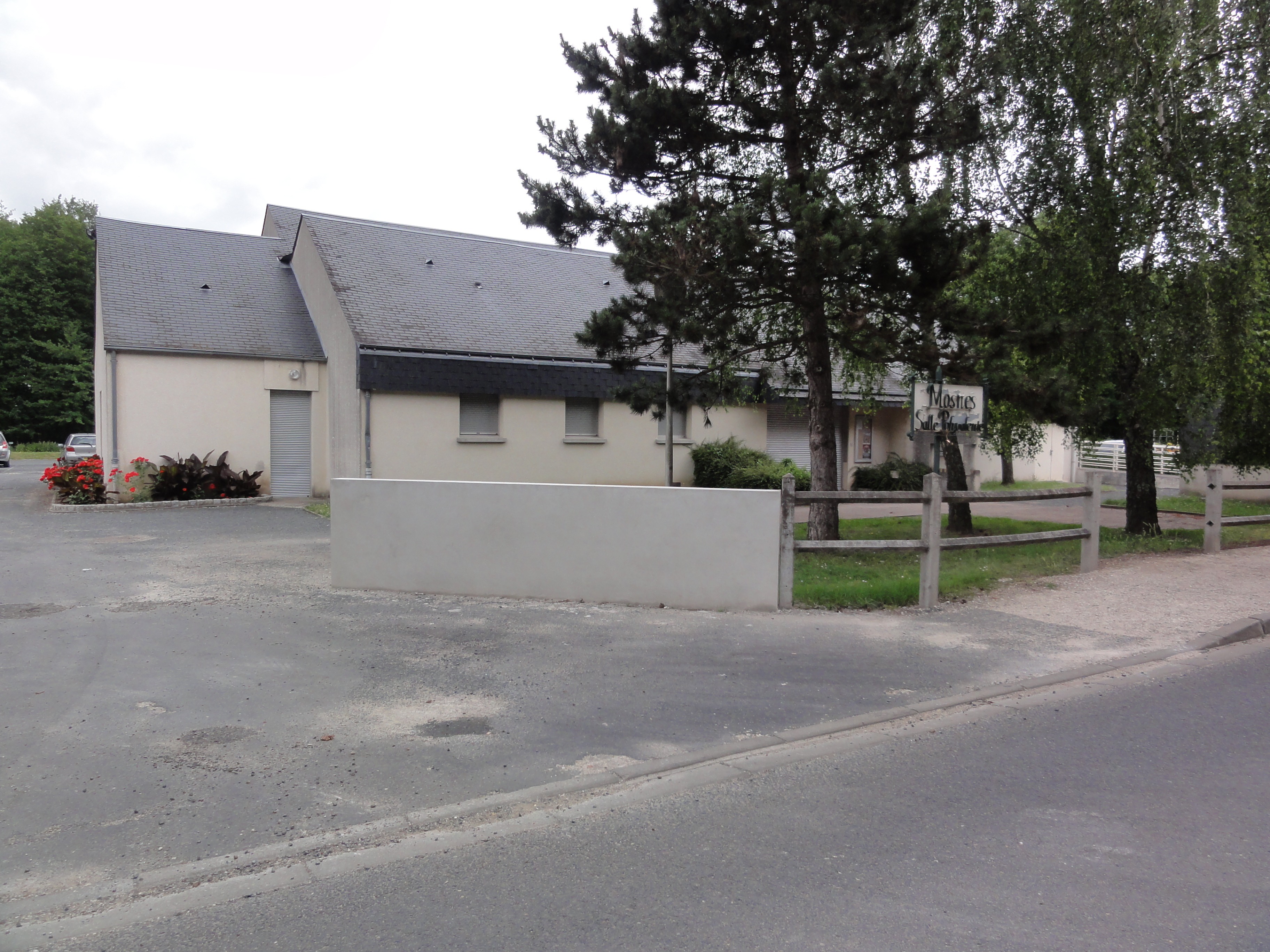
Salle polyvalente.

| Période                                  | Période   | Identité             | Étiquette | Qualité           |
| ---------------------------------------- | --------- | -------------------- | --------- | ----------------- |
| avant 1981                               | ?         | Guy Mangeant         |           |                   |
| mars 2001                                | mars 2008 | René Nouvellon       |           |                   |
| mars 2008                                | En cours  | Christophe Villemain | DVD       | Chef d'entreprise |
| Les données manquantes sont à compléter. |           |                      |           |                   |

## Population et société

### Démographie
L'évolution du nombre d'habitants est connue à travers les recensements de la population effectués dans la commune depuis 1793. Pour les communes de moins de 10 000 habitants, une enquête de recensement portant sur toute la population est réalisée tous les cinq ans, les populations de référence des années intermédiaires étant quant à elles estimées par interpolation ou extrapolation. Pour la commune, le premier recensement exhaustif entrant dans le cadre du nouveau dispositif a été réalisé en 2006.

En 2022, la commune comptait 815 habitants, en évolution de +0,74 % par rapport à 2016 (Indre-et-Loire : +1,67 %, France hors Mayotte : +2,11 %).
| 1793 | 1800 | 1806 | 1821 | 1831 | 1836 | 1841 | 1846 | 1851 |
| ---- | ---- | ---- | ---- | ---- | ---- | ---- | ---- | ---- |
| 783  | 786  | 808  | 752  | 824  | 932  | 898  | 951  | 989  |

| 1856 | 1861  | 1866  | 1872 | 1876  | 1881  | 1886  | 1891  | 1896  |
| ---- | ----- | ----- | ---- | ----- | ----- | ----- | ----- | ----- |
| 994  | 1 046 | 1 031 | 980  | 1 027 | 1 062 | 1 072 | 1 024 | 1 003 |

| 1901 | 1906 | 1911 | 1921 | 1926 | 1931 | 1936 | 1946 | 1954 |
| ---- | ---- | ---- | ---- | ---- | ---- | ---- | ---- | ---- |
| 951  | 942  | 880  | 849  | 860  | 778  | 746  | 722  | 730  |

| 1962 | 1968 | 1975 | 1982 | 1990 | 1999 | 2006 | 2011 | 2016 |
| ---- | ---- | ---- | ---- | ---- | ---- | ---- | ---- | ---- |
| 703  | 639  | 639  | 675  | 677  | 736  | 757  | 741  | 809  |

| 2021 | 2022 | - | - | - | - | - | - | - |
| ---- | ---- | - | - | - | - | - | - | - |
| 812  | 815  | - | - | - | - | - | - | - |

### Enseignement
Mosnes se situe dans l'Académie d'Orléans-Tours (Zone B) et dans la circonscription d'Amboise.
La ville possède une école élémentaire affiliée à l'école élémentaire de Rilly-sur-Loire (41) et à celle de Vallières-les-Grandes (41). Un transport scolaire est mis en place entre les trois communes pour permettre l'accueil des élèves des trois communes.

## Culture locale et patrimoine

### Lieux et monuments
- Château des Thômeaux (XVIIIe siècle, hôtel).
- L'église Saint-Martin de Mosnes, Monument historique inscrit.
- Monument aux morts.
- Lavoir.
- Un calvaire (Christ en croix) élevé sur la base d'un ancien moulin à vent (propriété privée). Ce calvaire est recensé sur la carte de Cassini (2e moitié du XVIIIe s.)

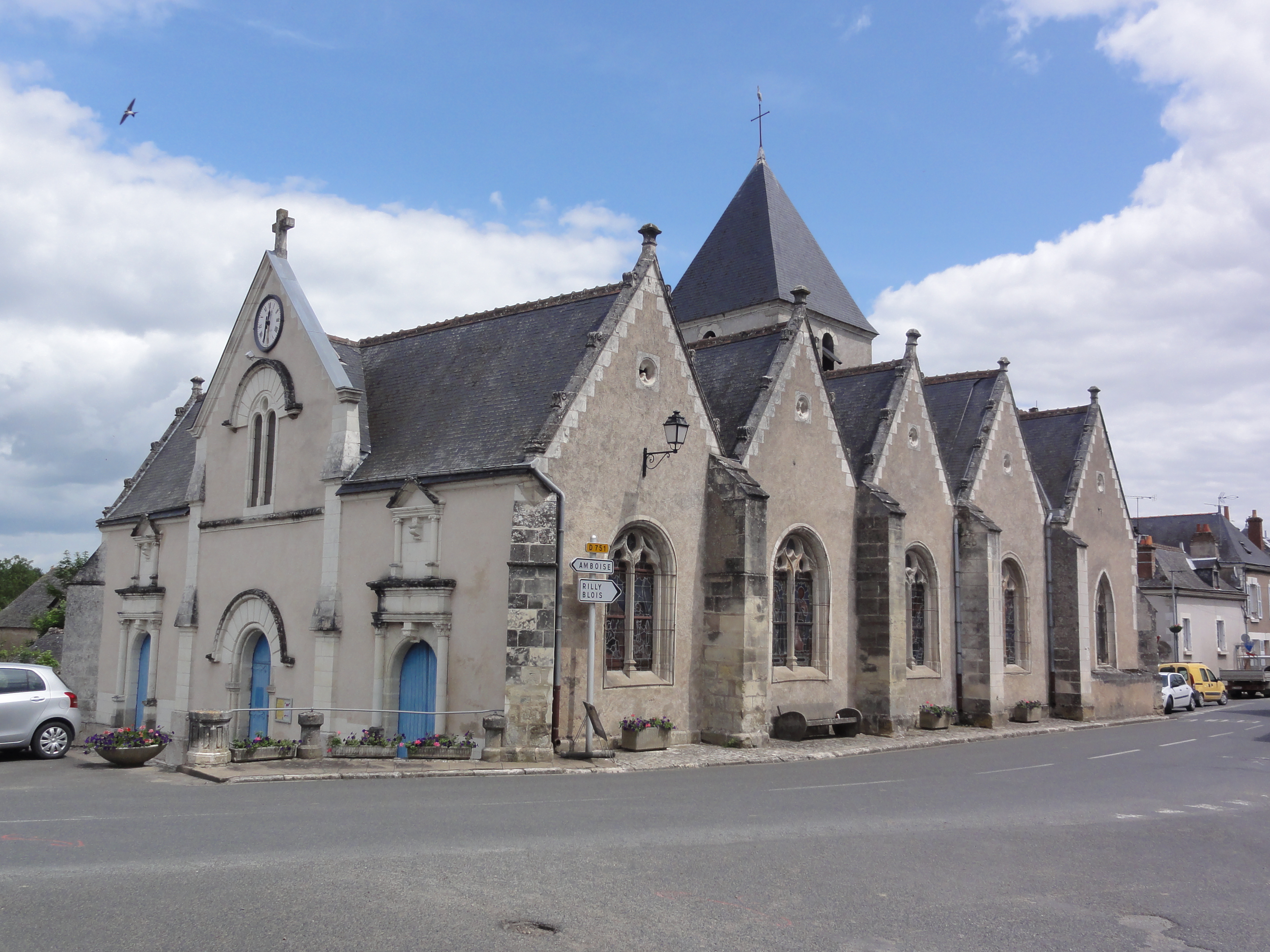
L'église Saint-Martin.
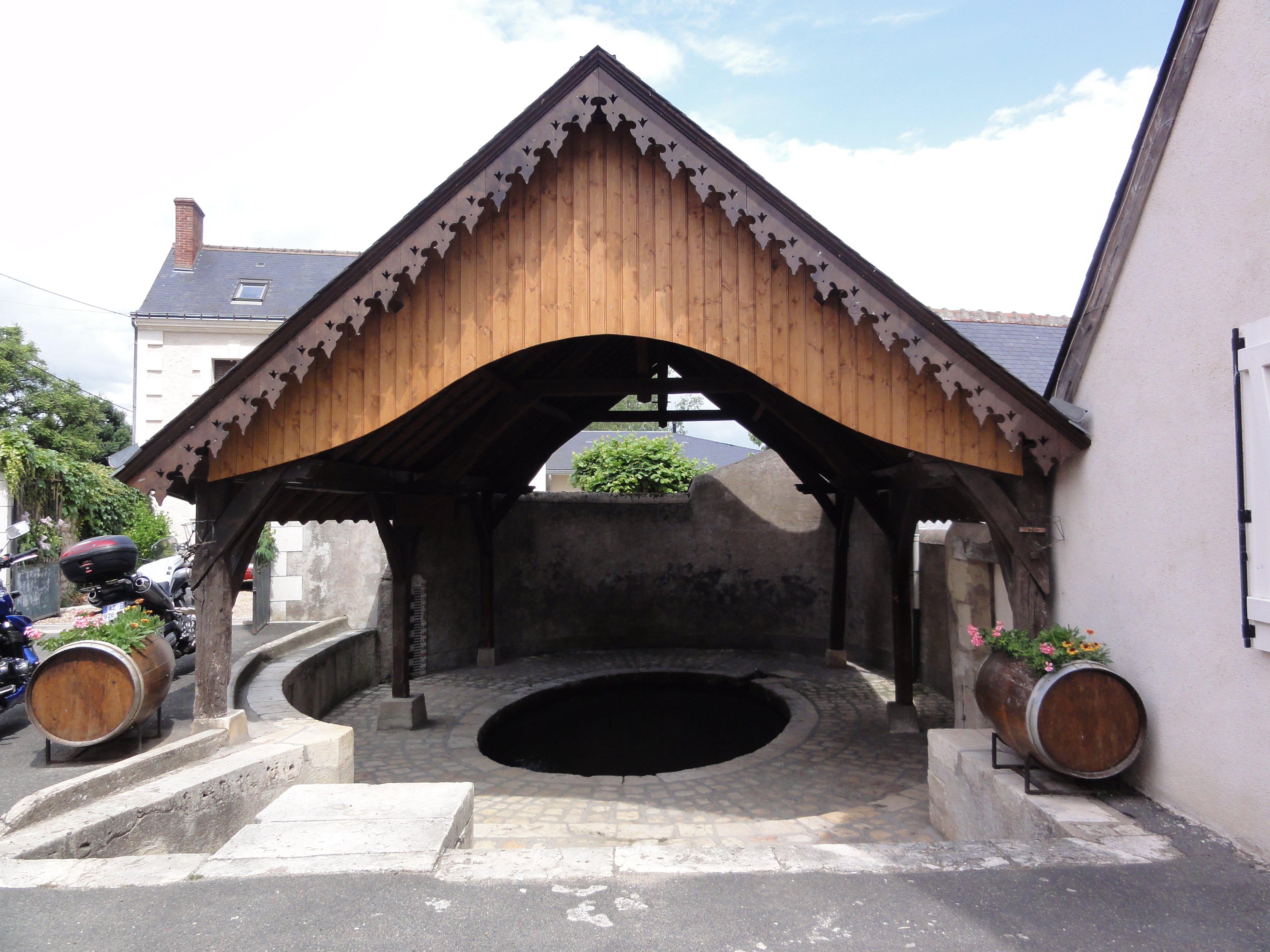
Lavoir.
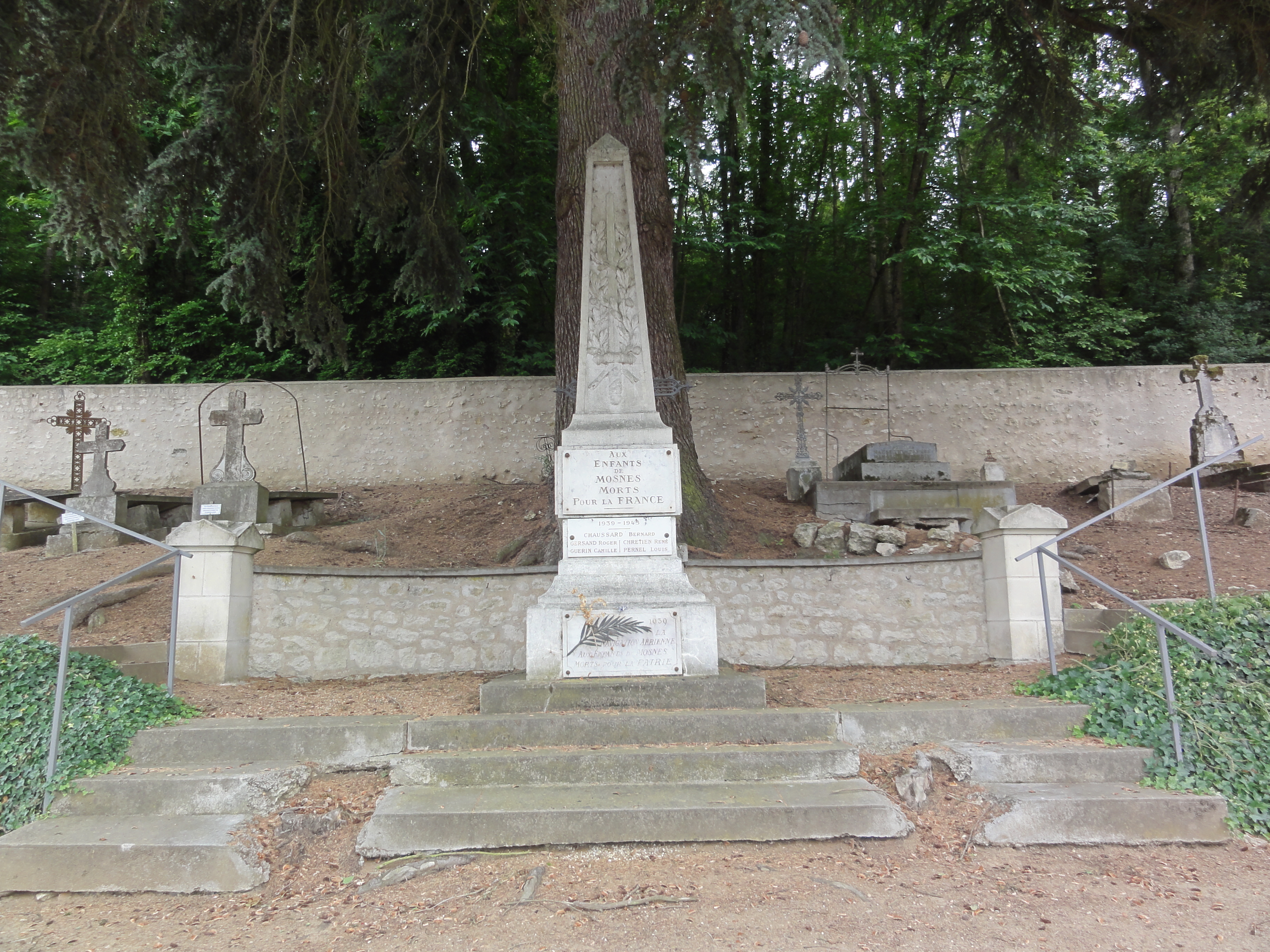
Monument aux morts.

### Personnalités liées à la commune
- Barnabé Guimard (1739-1805), architecte né à Amboise et mort à Mosnes. Maître d'oeuvre du Quartier Royal de Bruxelles à caractère maçonnique sous les ordres du prince Georges-Adam de Starhemberg.